# Fissistigma poilanei
Fissistigma poilanei là loài thực vật có hoa thuộc họ Na. Loài này được (Ast) Tsiang & P.T.Li mô tả khoa học đầu tiên năm 1965.